# ماکانال
ماکانال (انگلیسی: Macanal) نام یک منطقه مسکونی در کلمبیا است.